# Anna Laetitia Barbauld
Anna Laetitia Barbauld, geboortenaam Aikin (20 juni 1743 – 9 maart 1825) was een prominente Engelse dichteres, essayiste, literair criticus, redactrice en schrijfster van kinderliteratuur.
Als 'woman of letters' (een geletterde intellectuele vrouw) die in meerdere genres boeken publiceerde, had Barbauld een succesvolle auteurscarrière in een tijd dat weinig vrouwen professioneel schreven. Ze was een voornaam docent bij de Palgrave Academy en een innovatief schrijver van kinderboeken. Haar educatieve boeken voor basiskennis waren meer dan een eeuw lang een model voor pedagogie. Haar essays lieten zien dat het voor een vrouw mogelijk was om publiekelijk actief te zijn in de politiek; andere vrouwelijke auteurs zoals Elizabeth Benger traden in haar voetsporen. Barbaulds literaire carrière liep door verscheidene periodes in de Britse literaire geschiedenis: haar werk maakte zich sterk voor de waarden van zowel de Verlichting als de sentimentele literatuurstroming en haar poëzie hielp de basis te leggen van de Britse romantiek. Barbauld was ook een literair criticus en haar bloemlezing van 18e-eeuwse Britse romans hielp de huidige canon te vestigen.
Barbaulds carrière als dichter eindigde abrupt met de publicatie van 'Eight Hundred and Eleven' dat de bijdrage van Groot-Brittannië in de Napoleontische oorlogen bekritiseerde. Ze was geschokt door de hatelijke recensies die het werk kreeg en publiceerde gedurende haar verdere leven niets meer. Haar reputatie werd nog slechter toen belangrijke romantische dichters als Coleridge en Wordsworth, die ze in haar hoogtij (gedurende de Franse revolutie) had geïnspireerd, zich in hun latere conservatievere jaren tegen haar keerden. Barbauld werd in de negentiende eeuw alleen als een pedante kinderboekenschrijver herinnerd en in het grootste gedeelte van de twintigste eeuw vergeten; de opkomst van de feministische literaire kritiek in de jaren 1980 wekte nieuwe interesse in haar werk en herstelde haar plek in de literaire geschiedenis.

## Jeugd
Een groot gedeelte van wat over Barbaulds leven bekend is, komt uit twee memoires. De eerste werd in 1825 geschreven en gepubliceerd door haar nichtje Lucy Aikin, de tweede door haar achternicht Anna Letitia Le Breton in 1874. Er bestaan ook enkele brieven die Barbauld naar anderen schreef, maar een groot gedeelte van de documenten van de familie Barbauld werd verwoest in de Blitz van 1940 in Londen. Barbauld werd geboren op 20 juni 1743 in Kibworth Harcourt in Leicestershire, Engeland. Haar ouders, Jane en John Aikin, vernoemden haar naar haar grootmoeder van moeders kant en gaven haar de roepnaam 'Nancy' (een 19e-eeuwse bijnaam voor 'Anna'). Ze werd twee weken na haar geboorte in Huntingdonshire gedoopt door John Jennings, de broer van haar moeder. Barbaulds vader was het hoofd van de Academie voor Dissenters in Kibworth Harcourt en dominee bij een presbyteriaanse kerk. Barbauld bracht haar jeugd door in wat Barbauld-kenner William McCarthy omschrijft als een van de mooiste huizen in Kibworth en pal op het midden van het dorpsplein. Ze was bekend onder de dorpsbewoners, want het huis was ook een jongensschool. Het gezin had een comfortabele levensstandaard. Volgens McCarthy hadden ze kennissen onder grote landeigenaren, welgestelde handelaren en fabrikanten. Toen Barbaulds vader in 1780 overleed, werd zijn erfgoed op een waarde van meer dan £2,500 geschat.
In 1773 vertelde Barbauld haar man: In mijn vroege leven had ik weinig contact met mensen van mijn eigen geslacht. In het dorp waar ik woonde was niemand om mee te converseren. Barbauld was als kind omringd door jongens en ze nam hun opgetogen gedrag over. Haar moeder probeerde dit te onderdrukken, omdat het als onfatsoenlijk gezien zou worden. Volgens de memoires van Lucy Aiken was het resultaat een dubbele portie verlegenheid en meisjesachtige terughoudendheid' in Barbaulds persoonlijkheid. Barbauld voelde zich nooit op haar gemak in haar vrouwelijke identiteit en bleef altijd geloven dat ze niet aan het ideaal van vrouwelijkheid voldeed; veel van wat ze schreef ging over vrouwspecifieke problemen'. Vanuit haar perspectief als 'buitenstaander' kon ze veel van de traditionele veronderstellingen over vrouwelijkheid in twijfel trekken.
Barbauld eiste van haar vader dat hij haar de klassieke vakken leerde en na veel gezeur deed hij dat ook. Zo kreeg ze de kans om Latijns, Grieks, Frans en Italiaans te leren en vele andere vakken die in die tijd ongeschikt werden geacht voor vrouwen. Barbaulds moeder was bezorgd over haar neiging tot studeren en verwachtte dat ze door haar intellectualisme als oude vrijster zou eindigen. De twee waren nooit zo hecht als Barbauld en haar vader. Toch was haar moeder trots op haar prestaties en schreef ze in latere jaren over haar dochter: 'Ik kende ooit inderdaad een klein meisje dat net zo graag wilde leren als haar onderwijzers haar wilden onderwijzen. En die toen ze twee jaar was al zinnen en korte verhalen uit haar wijsboekjes las zonder het te spellen. En die een half jaar later net zo goed kon lezen als de meeste vrouwen. Ik heb echter nooit iemand gekend die erop leek en denk dat dit ook niet meer zal gebeuren.

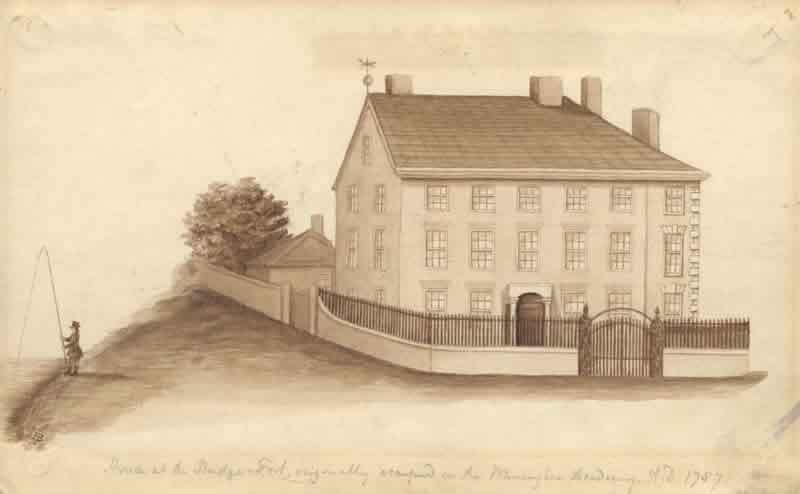
Warrington Academy in 1757

In 1758 verhuisde het gezin naar Warrington Academy in Warrington, waar Barbaulds vader een positie als docent was aangeboden. De school trok vele uitblinkers van de tijd, zoals natuurfilosoof en unitaristisch theoloog Joseph Priestley en kwam bekend te staan als het Athene van het Noorden vanwege zijn stimulerende intellectuele sfeer. Een andere van de grote denkers op de school was mogelijk de Franse revolutionair Jean-Paul Marat; volgens documenten van de school was hij daar in de jaren 1770 meester Frans. Hij was mogelijk ook een huwelijkskandidaat voor Barbauld; naar eigen zeggen verklaarde hij per brief aan John Aikin dat hij van plan was om Engels staatsburger te worden en met haar te trouwen. Archibald Hamilton Rowan werd ook verliefd op Barbauld en omschreef haar als: bezeten door grootste schoonheid, waarvan ze tot aan het einde van haar leven duidelijke sporen overhield. Haar figuur was slank, haar teint voortreffelijk licht met de gons van perfecte gezondheid; haar gelaatstrekken gelijkmatig en elegant, en haar donkere blauwe ogen glommen door het licht van gevatheid en inbeeldingsvermogen. Ondanks de angsten van haar moeder ontving Barbauld rond deze tijd veel huwelijksaanzoeken — die ze allemaal afsloeg.

## Eerste literaire succes en huwelijk
In 1773 bracht Barbauld haar eerste gedichtenbundel uit nadat haar vrienden haar poëzie hadden geprezen en haar overhaalden om ze te laten publiceren. De collectie, simpelweg getiteld 'Poems' (Nederlands: gedichten), kreeg vier edities in een jaar en verraste Barbauld met haar succes. Alleen al door de reputatie van deze bundel werd Barbauld een gerespecteerd literair figuur in Engeland. Datzelfde jaar publiceerden Barbauld en haar broer John samen 'Miscellaneous Pieces in Prose' dat ook goed werd ontvangen. De essays in dit boek - die grotendeels door Barbauld werden geschreven - werden op positieve manier vergeleken met het werk van Samuel Johnson.
In mei 1774 trouwde Barbauld, ondanks wat twijfels, met Rochemont Barbauld (1749-1808), de kleinzoon van een Franse hugenoot en een voormalig leerling bij Warrington. Na de bruiloft verhuisde het stel naar Suffolk in de buurt van waar haar echtgenoot een kerkgemeenschap en een jongensschool waren aangeboden. Barbauld schreef in deze tijd enkele van de psalmen, wat in de 18e eeuw een gebruikelijk tijdverdrijf was, en publiceerde deze als 'Devotional Pieces Compiled from the Psalms and the Book of Job'. Gekoppeld aan dit werk is haar essay 'Thoughts on the Devotional Taste, on Sects and on Establishments', dat haar theorie beschrijft over religieuze gevoelens en de diepgewortelde problemen van de institutionalisering van geloof. Het lijkt erop dat Barbauld en haar man bang waren dat ze nooit zelf een kind zouden krijgen; ze deden in 1775, na een jaar huwelijk, het voorstel aan Anna's broer om een van zijn kinderen te adopteren. Uiteindelijk gaf haar broer toe en adopteerden ze Charles. Voor hem schreef Barbauld haar populairste boeken: 'Lessons for Children' (1778–1779) en 'Hymns in Prose for Children' (1781).
Barbauld en haar man gaven elf jaar les aan de Palgrave Academy in Suffolk. In het begin was Barbauld niet alleen verantwoordelijk voor haar eigen huishouden, maar ook voor die van de school — ze was boekhouder, huishoudster en schoonmaakster. Bij opening zaten maar acht jongens op de school. Toen de Barbaulds in 1785 vertrokken waren het er ongeveer veertig; een bewijs van de uitstekende reputatie die de school had gekregen. De onderwijsfilosofie van de Barbaulds trok zowel dissenters als anglicanen aan. Palgrave verving de strenge discipline van traditionele scholen zoals Eton, die vaak lijfstraffen gebruikten, door een systeem van boetes en reprimandes en zelfs 'jeugdrechtszaken' (rechtszaken die door de leerlingen zelf werden uitgevoerd). Daarnaast bood de school in plaats van de traditionele klassieke vakken een praktisch curriculum dat de nadruk legde op wetenschap en moderne talen. Barbauld zelf onderwees de basisvakken lezen en religie aan de jongste leerlingen, en aardrijkskunde, geschiedenis, schrijven en retoriek, natuurwetenschap aan de hogere groepen. Ze was een toegewijde lerares en schreef naast een wekelijkse kroniek voor de school ook theaterstukken die de leerlingen opvoerden. Barbauld had een diepgaande invloed op veel van haar leerlingen; een van hen, William Taylor — kenner van Duitse literatuur bij uitstek — noemde Barbauld 'de moeder van [zijn] geest'.

## Politieke betrokkenheid

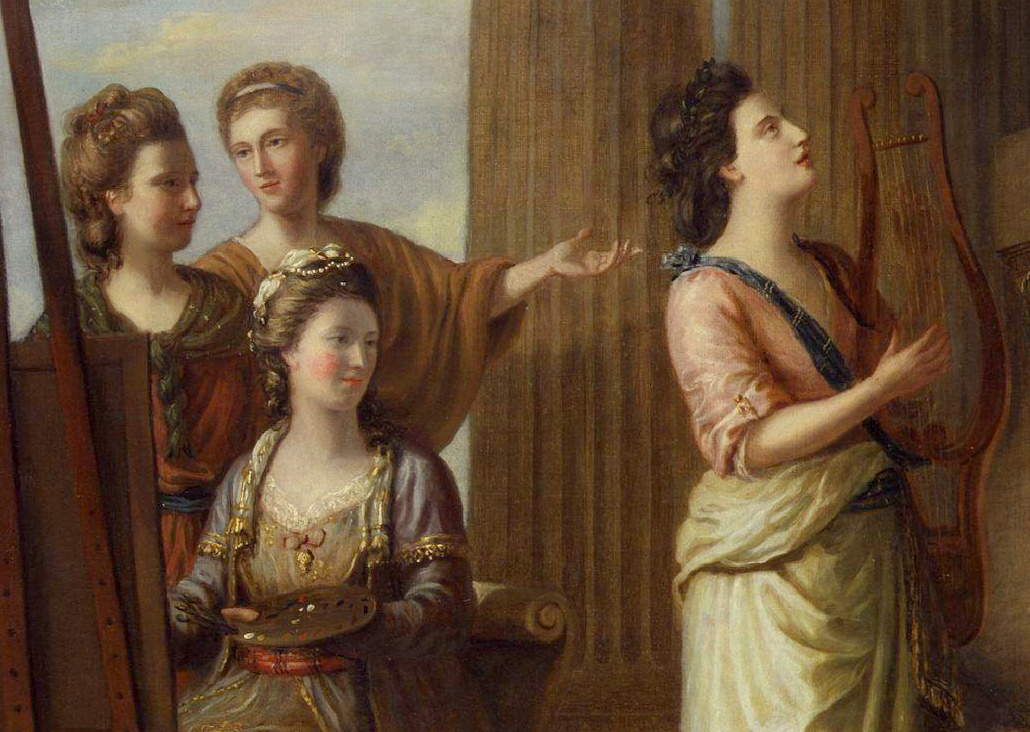
Detail van The nine living muses of Great Britain van Richard Samuel (1779). Vanaf links: Elizabeth Carter, Barbauld (gebarend), Angelica Kauffmann, Elizabeth Linley

In september 1785 verlieten de Barbaulds Palgrave om een rondreis in Frankrijk te maken; de geestelijke gezondheid van Barbaulds echtgenoot was achteruit gegaan en hij was niet langer in staat om les te geven. In 1787 verhuisden ze naar Hampstead, waar hij werd gevraagd om als dominee te dienen bij wat later Rosslyn Hill Unitarian Chapel zou worden. Hier raakte Barbauld goed bevriend met Joanna Baillie, de toneelschrijver. Hoewel ze niet meer de leiding over een school hadden, verloochenden de Barbaulds hun toewijding aan het onderwijs niet. Vaak woonden een of twee leerlingen die door vrienden waren aangeraden, bij hen in.
In deze periode, de hoogtij van de Franse Revolutie, publiceerde Barbauld haar meest radicale politieke stukken. Tussen 1787 en 1790 probeerde Charles James Fox het Britse Lagerhuis te overtuigen van een wet die dissenters volledige burgerrechten zou geven. Toen deze wet voor de derde keer niet werd doorgevoerd, schreef Barbauld een van haar meest vurige pamfletten, 'An Address to the Opposers of the Repeal of the Corporation and Test Acts'. Lezers waren geschokt dat zo'n goed doordacht betoog van een vrouw kwam. In 1791, toen de poging van William Wilberforce mislukte om de slavenhandel illegaal te maken, bracht Barbauld haar 'Epistle to William Wilberforce Esq. On the Rejection of the Bill for Abolishing the Slave Trade' uit dat niet alleen het lot van de slaven betreurde, maar ook waarschuwde voor de culturele en sociale neergang die de Britten konden verwachten als ze de slavernij niet afschaften. In 1792 zette ze dit thema van nationale verantwoordelijkheid door in een preek tegen oorlog getiteld 'Sins of Government, Sins of the Nation', waarin ze aanvoerde dat elk individu verantwoordelijk is voor de acties van het land: We worden opgeroepen tot het berouwen van nationale zondes, omdat we hen kunnen helpen en omdat we hen zouden moeten helpen.

## Einde van een literaire carrière
In 1802 verhuisden de Barbaulds naar Stoke Newington, waar haar echtgenoot de pastorale verantwoordelijkheden waarnam in de kapel bij Newington Green. Barbauld zelf was blij dat ze dichter bij haar broer John woonde, omdat het verstand van haar man met rasse schreden achteruit ging. Hij ontwikkelde een 'gewelddadige antipathie voor zijn vrouw' en was in staat tot 'krankzinnige woedende buien' naar haar toe. Op een gegeven moment pakte hij tijdens het avondeten een mes en joeg hij haar om de tafel heen achterna, tot ze zichzelf alleen kon redden door uit het raam te springen. Zulke situaties herhaalden zich tot Barbaulds treurnis, en brachten haar oprecht in gevaar, maar ze weigerde om bij hem weg te gaan. In 1808 verdronk haar echtgenoot zichzelf in de nabijgelegen New River en Barbauld was intens verdrietig. Toen ze in 1812 verder ging met dichten, schreef ze het radicale 'Eighteen Hundred and Eleven', waarin Engeland als ruïne wordt verbeeld. Er werden zulke hatelijke recensies over geschreven dat Barbauld tijdens haar leven niets meer zou uitbrengen, hoewel veel deskundigen het tegenwoordig een van haar grootste poëtische prestaties vinden. Ze overleed in 1825 als een vermaard schrijver en werd begraven op de begraafplaats van de familie de kerk van St. Mary in Stoke Newington. Na haar dood werd een marmeren tablet opgericht in de Green Chapel in dezelfde plaats met daarop de inscriptie:
Ter Nagedachtenis van

ANNA LETITIA BARBAULD,

Dochter van John Aikin D.D.

En Vrouw van

De Eerwaarde Rochemont Barbauld,

Voorheen de Gerespecteerde Dominee van zijn Congregatie.

Zij werd geboren in Kibworth in Leicestershire, 20 juni 1743, 

en overleed in Stoke Newington, 9 maart 1825.

Gezegend door de Gever van al het Goede

met Gevatheid, Genie, Poëtisch Talent, en een Krachtig Verstand

Ze Gebruikte deze Hoge Gaven

in het Promoten van het Doel van Menselijkheid, Vrede en Gerechtigheid, 

van Persoonlijke en Religieuze Vrijheid, 

van Pure, Vurige en Liefhebbende Toewijding. 

Laat de Jongeren, Gekoesterd door haar Geschriften in de Pure Geest

van Christelijke Moraliteit; 

Laat hen van meer Gevorderde Leeftijd, In Staat Tot het Waarderen

van de Scherpzinnigheid, het Briljante Inbeeldingsvermogen, en Degelijke Redenering

van haar Literaire Composities; 

Laat de enkele Overlevenden die haar Verrukkelijke

en Leerzame Gesprekken deelden, 

Getuige ervan Zijn Dat dit Monument

Geen Overdreven Lof Beschrijft.

[Einde opmaak 'poem']

[Oorspronkelijk citaat in voetnoot]

## Nalatenschap
Vlak na haar overlijden werd Barbauld in 'Newcastle Magazine' geprezen als ongetwijfeld de eerste (ofwel de beste) van onze vrouwelijke dichters en een van de meest eloquente en krachtige van onze prozaschrijvers. 'Imperial Magazine' schreef: zo lang als letters gebruikt worden in Groot-Brittannië of waar de Engelse taal ook bekend zal zijn, zal de naam van deze dame gerespecteerd worden. Ze werd positief vergeleken met zowel Joseph Addison als Samuel Johnson, een grote prestatie voor een vrouwelijke auteur in de 18e eeuw. In 1925 werd ze ondertussen echter alleen herinnerd als een moraliserende kinderboekenschrijfster op zijn meest. Het duurde tot de opkomst van feministische literaire critici in academische wereld van de jaren 1970 en 1980 dat Barbauld eindelijk in de literaire geschiedenis werd opgenomen.
Barbaulds opmerkelijke verdwijning uit het literaire landschap kwam door verschillende redenen. Een van de belangrijkste was de minachting die ze kreeg van Samuel Taylor Coleridge en William Wordsworth, dichters die zich in hun jonge, radicale jaren naar haar poëzie hadden gericht voor inspiratie, maar haar werk in hun latere conservatievere jaren verwierpen. Toen deze dichters eenmaal in de canon opgenomen waren, telde hun mening erg zwaar. Bovendien werd de intellectuele stroming waarvan Barbauld deel uitmaakte — vooral op de academies voor dissenters — tegen het einde van de 19e eeuw geassocieerd met de 'filistijnen' uit de middenklasse. De reformistische 18e-eeuwse middenklasse werd later verantwoordelijk gehouden voor de excessen en misstanden van het industriële tijdperk. Ten slotte werd Barbauld door de mensen in de victoriaanse tijd gezien als 'een icoon van sentimentele heiligheid' en werd haar 'politieke moed, haar taaie geest en haar talent voor humor en ironie' door hen uitgewist. Ze werd een literair figuur waar de modernisten een hekel aan hadden.
Toen literaire studies aan het einde van de 19e eeuw een discipline werden, kwam het verhaal van het romantiek (stroming) in Engeland omhoog; volgens deze versie van de literaire geschiedenis waren Coleridge en Wordsworth de voornaamste dichters van de tijd. Dit was bijna een eeuw lang de meest veelvoorkomende wijsheid. Zelfs toen in de jaren 1970 de feministische literatuurkritiek opkwam, kreeg Barbauld nog niet de eer die ze verschuldigd was. Volgens Margaret Ezell wilden feministische critici een bepaalde soort vrouw terugbrengen — de vrouw die kwaad was, die tegen de genderrollen van haar tijd inging, en die een 'zusterschap' met andere vrouwen probeerde aan te gaan. Barbauld paste niet vanzelf in deze categorieën en het was pas toen de (canon van de) romantiek opnieuw werd bekeken — na een diepe herbeoordeling van het feminisme zelf — dat het duidelijk werd wat een levendige stem Barbauld had gehad.
Barbaulds werk werd op een gegeven moment niet meer gedrukt en pas in 2009 werd een volledige, deskundige biografie over haar geschreven door William McCathy, getiteld 'Barbauld: Voice of the Enlightenment'.
Barbaulds geadopteerde zoon Charles werd dokter en scheikundige; hij trouwde met een dochter van Gilbert Wakefield. Hun kind, Anna Letitia Le Breton, schreef literaire memoires, waaronder in 1874 'Memoir of Mrs. Barbauld, including Letters and Notices of her Family and Friends'.

## Literaire analyse

### Poëzie
De poëzie van Barbauld, die over een variatie aan onderwerpen ging, werd vooral gelezen door feministische literatuurcritici die geïnteresseerd waren in het herontdekken van vrouwelijke auteurs die in hun eigen tijd belangrijk waren, maar door de literaire geschiedenis zijn vergeten. Het werk van Isobel Armstrong liet een van de manieren zien om zulk onderzoek te doen; zij schreef over Barbauld: Ze was het [net als andere vrouwelijke romantische dichters] niet eens met het idee van een speciaal vrouwelijk betoog, noch accepteerde ze het verbeeld te worden als iemand uit het rijk der irrationelen. Vrouwelijke dichters hadden twee strategieën tegen het probleem van emotionele betogen. Ten eerste gebruikten ze de veelvoorkomende 'vrouwelijke' vormen en taal, maar nu voor analytische vertellingen en om mee te denken. Ten tweede verzetten ze zich in tegen de mannelijke filosofische tradities die tot het bespotten van de vrouwelijke ervaring leidden, en herschreven ze deze tradities.
In haar daaropvolgende analyse van Inscription for an Ice-House wijst Armstrong als bewijs voor deze interpretatie op Barbaulds protest tegen Edmund Burkes uitbeelding van verheven en mooie mensen, en op Adam Smiths economische theorieën in de Wealth of Nations.
Het werk van Marlon Ross en Anne K. Mellor laat een tweede manier zien om de inzichten van feministische theorie toe te passen op het herontdekken van vrouwelijke schrijvers. Zij vonden dat Barbauld en andere vrouwen uit de romantiek een uitgesproken vrouwelijke stem hadden in de literaire sfeer. Als vrouw en dissenter had Barbauld volgens Ross een unieke kijk op de samenleving en deze specifieke positie 'dwong' haar om maatschappelijk commentaar te leveren. Volgens Ross zaten vrouwen op dit gebied echter op twee manieren in een dilemma: 'Ze konden ervoor kiezen om in een niet-politieke stijl over politiek te schrijven, maar liepen daarmee het risico dat hun politieke passie zwakker en minder duidelijk werd; de andere optie was om literaire stijlen te gebruiken die wel expliciet politiek waren, en te proberen deze een "vrouwelijk" fatsoen te geven, wat hun politieke boodschap ook zou kunnen verzwakken'. Barbauld en andere vrouwelijke dichters uit de romantiek schreven daarom vaak 'occasional poems'. Deze dichtvorm becommentarieerde van oorsprong, vaak op satirische wijze, nationale gebeurtenissen, maar tegen het einde van de 18e eeuw werden ze steeds serieuzer en persoonlijker. Vrouwen schreven sentimentele gedichten — een stijl die toen zeer in de mode was — bij persoonlijke gebeurtenissen zoals de geboorte van een kind, en vonden dat ze door commentaar te leveren op de kleine gebeurtenissen in het leven een morele basis voor het land zouden leggen. Experts als Ross en Mellor zijn van mening dat deze aanpassing van bestaande stijlen en genres een manier was waarop vrouwelijke dichters een vrouwelijke romantiek schiepen.

### Politieke essays en gedichten
Barbaulds belangrijkste politieke teksten zijn: 'An Address to the Opposers of the Repeal of the Corporation and Test Acts' (1790), 'Epistle to William Wilberforce on the Rejection of the Bill for Abolishing the Slave Trade' (1791), 'Sins of Government, Sins of the Nation' (1793), en 'Eighteen Hundred and Eleven' (1812). Harriet Guest zei over deze teksten: 'Het thema waar de essays van Barbauld herhaaldelijk naar terugkeren is dat van de verdeling van het volk in religieuze, burgerlijke en nationale kernen, en ze was er altijd mee bezig om de samenhang te benadrukken tussen de rechten van privé-personen en publieke personen, gedefinieerd in veelomvattende termen'.
Drie jaar lang, tussen 1787 en 1890, probeerden dissenters het Parlement ervan te overtuigen de 'Test en Corporation Acts' in te trekken, die de burgerrechten van dissenters beperkten. Nadat deze herroeping voor de derde keer werd weggestemd, stormde Barbauld het publieke podium op na 'negen jaar stilte'. Haar sterk beladen pamflet is in een bijtende en sarcastische toon geschreven. Het begint met We danken u voor het compliment dat u aan de dissenters geeft, wanneer u aanneemt dat zij op het moment dat ze toegang krijgen tot machtige en winstgevende posities, al deze posities ineens zullen invullen. Ze was van mening dat dissenters dezelfde rechten verdienden als alle andere mensen: We beweren dit als mensen, we beweren het als burgers, we beweren het als goede onderdanen. Bovendien vond ze dat het juist door de gedwongen isolatie van de dissenters kwam dat ze zo opvallend waren, en niet door de dingen die bij hun vorm van geloof hoorden. Ten slotte beriep ze zich op het Britse patriottisme, met de mening dat de Engelsen in hun vrijheid niet achter konden blijven op de Fransen.
In het volgende jaar, 1791 — nadat een van de vele pogingen om de slavenhandel te onderdrukken van William Wilberforce niet door het Parlement kwam - schreef Barbauld haar 'Epistle to William Wilberforce on the Rejection of the Bill for Abolishing the Slave Trade'. Hierin riep ze Groot-Brittannië op om berouw te tonen voor de zonde van slavernij; op een hardvochtige manier veroordeelde ze de 'hebzucht' van een land dat er tevreden in was om zijn rijkdom en welvaart te laten ondersteunen door het werk van mensen die als slaven gehouden worden. Ook gaf ze de tekortkomingen van de 'koloniale bedrijfsvoering' weer met een omschrijving van een plantagemeesteres en -meester: 'een indolente, voluptueuze, monsterlijke vrouw' en een 'ontaarde, verzwakte man'.
In 1793, toen het volk door de regering werd opgeroepen te vasten ter ere van de oorlog, hadden dissenters die tegen oorlog waren — zoals Barbauld — een moreel dilemma: 'Volgden ze het bevel op en gingen ze tegen hun geweten in door te bidden voor succes van een oorlog waarop ze tegen waren? Vastten ze, maar spraken ze zich uit tegen de oorlog? Of weigerden ze het bevel en om aan de vast mee te doen?' Barbauld nam deze kans om een preek te schrijven: 'Sins of Government, Sins of the Nation', over de morele verantwoordelijkheid van het individu. Volgens haar was elk individu verantwoordelijk voor de acties van het land, omdat hij of zij deel uitmaakt van het land. Het essay probeert vast te stellen wat de werkelijke rol is van het individu in de staat en hoewel Barbauld erin beweert dat 'dienstweigering' een regering kan ondermijnen, gaf ze toe dat er grenzen van 'geweten' zijn die men niet kan overschrijden in het gehoorzamen van een regering. De tekst is een klassieke beschouwing van een 'onrechtvaardige oorlog'.
In 'Eighteen Hundred and Eleven' (1812), dat ze schreef toen Groot-Brittannië een decennium in oorlog was met Frankrijk en op het punt stond de napoleontische oorlogen te verliezen, bracht Barbauld haar lezers een choquerende juvenaliaanse satire; ze stelde erin dat het Britse Rijk tanende was en het Amerikaanse rijk in opkomst. De rijkdom en welvaart van Groot-Brittannië gaat nu naar Amerika, beweerde ze, en Groot-Brittannië wordt niets meer dan een lege ruïne. Ze weet deze neergang direct aan de deelname van Groot-Brittannië in de napoleontische oorlogen:
Deze pessimistische kijk op de toekomst werd - niet verbazingwekkend - slecht ontvangen: 'Recensies, zowel in progressieve als conservatieve tijdschriften, waren voorzichtig tot betuttelend negatief en soms buitensporig beledigend'. Barbauld trok zich, geschrokken door de reacties, terug uit het publieke oog. Zelfs toen Groot-Brittannië op het punt stond de oorlog te winnen kon Barbauld niet gelukkig zijn. Ze schreef naar een vriend: 'Ik weet niet hoe ik deze overwinning moet vieren, hoe geweldig deze ook is, over Bonaparte, als ik over de verschrikkelijke verspilling van leven en het vele lijden nadenk dat bij zulke gigantische gevechten hoort'.

### Kinderliteratuur
Barbaulds 'Lessons for Children' en 'Hymns in Prose for Children' waren een revolutie in de kinderliteratuur. Voor het eerst werden de behoeften van de jonge lezer serieus genomen. Barbauld eiste dat haar boeken in een groot lettertype met wijde tussenruimte werden gedrukt zodat kinderen het gemakkelijk konden lezen en, nog belangrijker, ze ontwikkelde een stijl van 'informele dialoog tussen ouder en kind' die de kinderliteratuur een generatie zou domineren. In 'Lessons for Children', een op de leeftijd aangepast leerboek voor basiskennis met vier delen, gebruikt Barbauld het concept van een moeder die haar zoon onderwijst. Hoogstwaarschijnlijk werden veel van de gebeurtenissen in deze verhalen geïnspireerd door Barbaulds ervaring in het onderwijs van haar eigen zoon Charles. Deze serie is veel meer dan een manier om te leren lezen — het introduceert de lezer ook tot 'elementen van de symboolsystemen van de samenleving en conceptuele structuren, het prent een ethos in, en spoort het kind aan tot het ontwikkelen van een zekere verstandigheid'. Ook wordt het kind blootgesteld aan de principes van 'botanie, zoölogie, getallen, het verandering van fase in scheikunde, het geldsysteem, de kalender, aardrijkskunde, meteorologie, landbouw, politieke economie, geologie, en astronomie'. De serie was relatief populair en Maria Edgeworth schreef in 'Practical Education' (1798), een educatieve verhandeling die ze samen met haar vader schreef, dat het 'een van de beste boeken voor jonge mensen van zeven tot tien jaar oud dat tot nu toe is uitgekomen' was.
Sommigen zagen het werk van Barbauld indertijd als een ontwikkeling van kinderboeken van fantastisch naar didactisch. In de populaire roman 'Traits of Nature' (1812) van Sarah Burney zegt de 14-jarige Christina Cleveland: 'Nou, dan; je weet dat sprookjes verboden geneugten zijn in alle moderne klaslokalen. Mevrouw Barbauld en Mevrouw Trimmer, en Mevrouw Edgeworth, en nog honderd anderen, hebben goede boeken voor kinderen geschreven, die zielige Moeder Gans, en Duizend-en-een-nacht nogal uit de gunst hebben gebracht; — in ieder geval bij moeders en vaders.'
'Lessons for Children' en 'Hymns in Prose' hadden, voor kinderboeken, een ongehoorde impact; ze hadden niet alleen invloed op de poëzie van William Blake, William Wordsworth en Jane Taylor, maar werden ook gebruikt om meerdere generaties kinderen te onderwijzen. Kinderliteratuurdeskundige William McCarthy: Elizabeth Barrett Browning kon toen ze 39 was nog de openingszinnen van 'Lessons for Children' citeren. Hoewel Samuel Johnson en Charles James Fox allebei de spot dreven met de kinderboeken van Barbauld en vonden dat ze haar talenten aan het verspillen was, geloofde Barbauld zelf dat het nobel was om zulke boeken te schrijven en spoorde ze anderen aan om in haar voetsporen te treden. Zoals haar biograaf Betsy Rogers het uitlegde: Ze gaf prestige aan het schrijven van jeugdliteratuur en door haar standaard van schrijven niet te verlagen voor kinderen inspireerde ze anderen om met een vergelijkbaar hoge standaard te schrijven. Sterker nog: dankzij Barbauld besloten Sarah Trimmer en Hannah More om voor kinderen uit arme milieus te gaan schrijven en een grootschalige zondagsschoolbeweging te organiseren. Ellenor Fenn schreef en ontwierp een serie studieboeken en spellen voor kinderen uit de middenklasse, en Richard Lovell Edgeworth begon een van de eerste systematische onderzoeken naar de ontwikkeling van kinderen, wat zou leiden tot de educatieve verhandeling die hij samen met Maria Edgeworth schreef.
Barbauld werkte ook samen met haar broer John Aikin aan de serie 'Evenings at Home' (1793) die bestond uit zes delen. Dit is een mengeling van verhalen, fabels, drama's, gedichten en dialogen. De serie omvat op veel manieren de idealen van het onderwijs in de Verlichting: 'nieuwsgierigheid, observatie, en beredenering'. De verhalen moedigen bijvoorbeeld het leren van wetenschap door praktijkactiviteiten aan. In 'A Tea Lecture' leert het kind dat het maken van thee 'een echte scheikundige operatie' is; hierop volgen lessen over verdamping en condensatie. De tekst legt ook nadruk op rationaliteit: In 'Things by Their Right Names' eist een kind dat zijn vader een verhaal vertelt over 'een bloederige moord'. De vader doet dit en gebruikt daarbij enkele van de conventies van sprookjes zoals 'er was eens', maar verwart zijn zoon met details, zoals dat de moordenaars allemaal 'stalen petten' ophadden. Uiteindelijk realiseert het kind zich dat zijn vader hem een verhaal over een veldslag heeft verteld en zijn vader zegt: 'ik ken geen moord die ook maar half zo bloederig was'. De tactiek om de lezer rationeel over de wereld na te laten denken door deze te vervreemden, evenals de anti-oorlogsboodschap van het verhaal, zijn door heel 'Evenings at Home' zichtbaar. Michelle Levy, deskundige van de tijdsperiode, heeft zelfs gesteld dat de serie de lezers aanspoorde om 'kritische observanten te worden en waar het nodig is uitgesproken tegenstanders, van autoriteit'. Deze weerstand wordt thuis geleerd en uitgeoefend; volgens Levy maakt 'Evenings at Home' de bewering dat sociale en politieke hervorming bij het gezin moet beginnen. Het zijn de gezinnen die verantwoordelijk zijn voor de vooruitgang of achteruitgang van het land.

### Redactiewerk
Barbauld redigeerde in de laatste jaren van haar leven meerdere grote werken, die allemaal bijdroegen aan het vormen van de canon zoals we die kennen. Ze begon in 1804 met het redigeren van de correspondentie van Samuel Richardson en schreef een uitgebreide biografische introductie over de man die waarschijnlijk de meest invloedrijke romanschrijver van de 18e eeuw was. Haar essay van 212 pagina's over zijn leven en werken was de eerste degelijke biografie over Richardson. In het jaar daarna redigeerde ze 'Selections from the Spectator, Tatler, Guardian, and Freeholder, with a Preliminary Essay', een verzameling essays met de nadruk op 'gevatheid', 'manieren' en 'smaak'. In 1811 stelde ze 'The Female Speaker' samen, een anthologie van literatuur specifiek voor jonge meisjes. Omdat iemand volgens de filosofie van Barbauld gevormd wordt door wat diegene in zijn of haar jeugd leest, was ze voorzichtig met de 'gevoeligheid' van haar vrouwelijke lezers en koos ze voor onderwerpen die specifieker toepasselijk waren op de taken, het werk en de karakters van vrouwen. De anthologie is verdeeld in gedeeltes als 'morele en didactische stukken' en 'omschrijvende en trieste stukken'; het bevat poëzie en proza van onder anderen Alexander Pope, Hannah More, Maria Edgeworth, Samuel Johnson, James Thomson en Hester Chapone.
Met haar uit vijftig delen bestaande serie 'The British Novelists'(gepubliceerd in 1810 met een lang introducerend essay over de geschiedenis van de roman) zette Barbauld haar stempel op de literaire geschiedenis. Het was 'de eerste Engelse editie die uitvoerige kritische en historische beweringen maakte' en was op alle manieren 'een werk dat de canon schiep'. In haar inzichtelijke essay legitimeert Barbauld de romanvorm, toen nog een controversieel genre, door het te vergelijken met oude Perzische en Griekse literatuur. Voor haar is een goede roman 'episch in zijn proza, met meer karakter en minder (in het geval van moderne romans geen) bovennatuurlijke kunstgrepen'. Barbauld hield vol dat het lezen van romans meerdere voordelen heeft. Niet alleen is het een 'plezier voor thuis', maar ook een manier om 'principes en morele gevoelens' in de bevolking te introduceren. Barbauld schreef ook introducties voor ieder van de vijftig auteurs die in de serie voorkwamen.